# UMUC
UMUC București este o companie specializată în execuția de utilaje pentru industria chimică, petrochimică și rafinării, precum și pentru construcții navale din România.
UMUC produce rezervoare, cisterne și containere metalice.
Compania este controlată în proporție de 67,6% de firma Metacom Grup.